# Första slaget vid Helgolandsbukten
Första slaget vid Helgolandsbukten var ett sjöslag under det första världskriget, som utkämpades den 28 augusti 1914.  Under detta slag planerade britterna att anfalla tyska patruller på den tyska nordvästkusten.